# Provinz Natal

Wappen der Provinz Natal (1907–1997)

Karte der Provinz Natal

Natal (auf der zweiten Silbe betont) ist eine ehemalige südafrikanische Provinz, die von 1910 bis 1994 bestand. Die Provinz lag im Osten Südafrikas. Ihre Hauptstadt war Pietermaritzburg, größte Stadt jedoch Durban mit einem landesweit bedeutenden Hafen. 1994 wurde die Provinz mit dem bis dahin bestehenden Homeland KwaZulu zur neuen Provinz KwaZulu-Natal vereinigt.

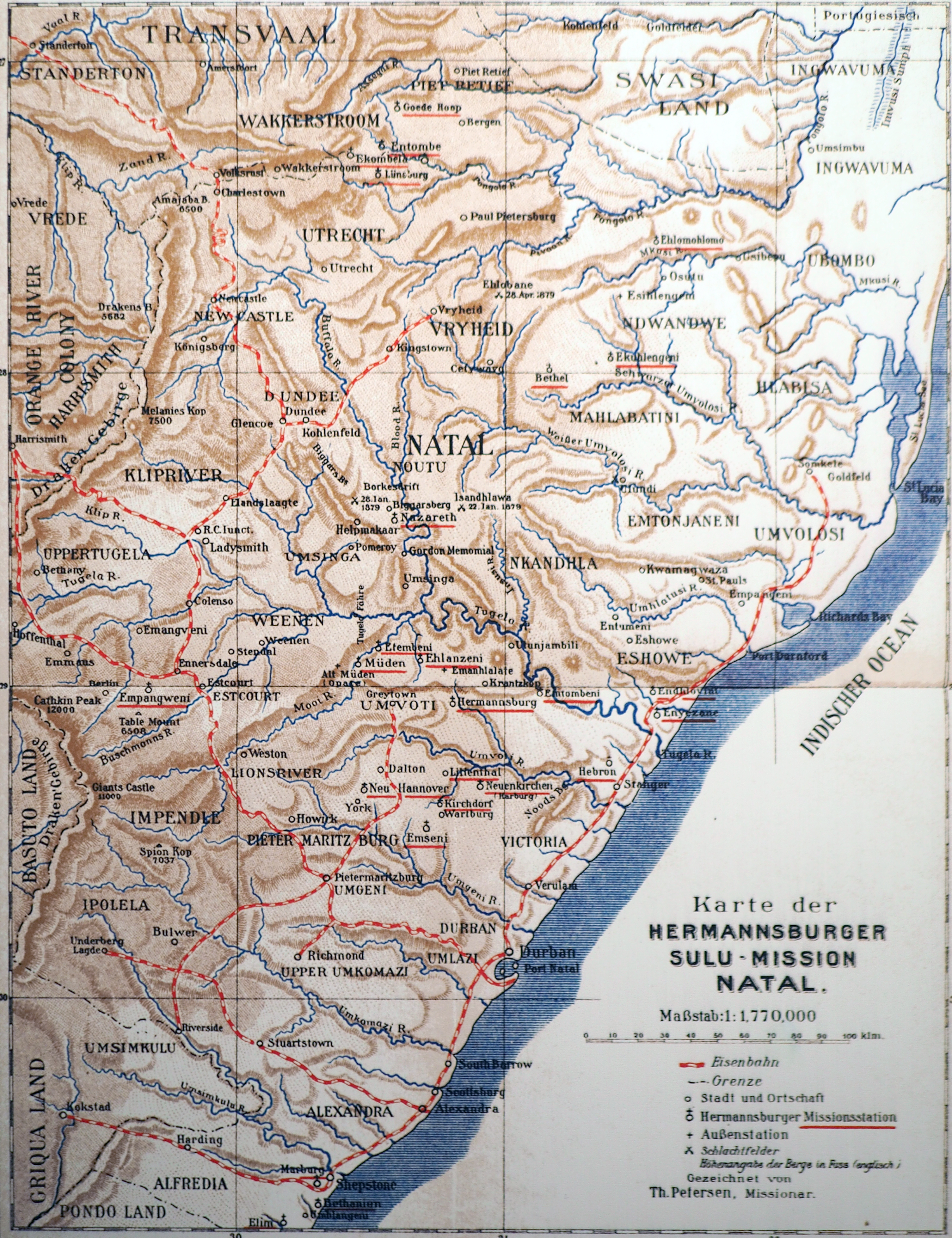
Natal 1910

Der Name wird als „Weihnachtsland“ übersetzt, da es am Weihnachtstag, dem „dies natalis“, 1497 von Vasco da Gama entdeckt wurde. Es zählt zum dreigeteilten Stufenland zwischen den südlichen Drakensbergen und dem Indischen Ozean. Das Land ist regenreich und enthält wasserreiche, aber nicht schiffbare Flüsse, dafür aber zahlreiche Staudämme für Bewässerungszwecke.

## Natur
Durch den Regenreichtum hat das Gebiet ein subtropisches Klima. Hauptanbauprodukte in Lichtungen des Lorbeerwaldes sind Zuckerrohr, Tee und Bananen. Auf höher gelegenen Grasfluren ist Acker- und Weideland mit Rinder-, Schaf- und Ziegenzucht anzutreffen.

## Geschichte
1910 wurde die britische Kolonie Natal im Zuge der Errichtung der Südafrikanischen Union zu einer ihrer vier Provinzen. Mit einer Fläche von circa 91.000 km² war sie die kleinste Provinz. Gemessen an der Bevölkerung war sie 1951 mit etwa 2,4 Millionen Einwohnern am zweitkleinsten, vor dem Oranje-Freistaat (ca. 1 Million Einwohner). An der Spitze der Verwaltung der Provinz Natal stand ein Administrator (Verwalter). Im Zuge der Neugestaltung der südafrikanischen Verwaltungsgliederung nach dem Ende der Apartheid kam es 1994 durch die Vereinigung Natals mit dem Homeland KwaZulu zur Bildung der heutigen Provinz KwaZulu-Natal.